# Marie Tereza Felicitas d'Este
Marie Tereza Felicitas d'Este (6. října 1726 Modena – 30. dubna 1754 Rambouillet) byla modenská princezna a sňatkem vévodkyně z Penthièvre. Skrze svou dceru Luisu Marii Adelaidu byla babičkou posledního francouzského krále Ludvíka Filipa Orleánského.

## Život
Narodila se ve vévodský paláci v Modeně jako prvorozená dcera vévody Františka III. d'Este a jeho manželky Šarloty Aglaé Orleánské. Její matka byla francouzská princezna královské krve, dcera orleánského vévody Filipa II. a Františky Marie Bourbonské.

## Manželství
Na zámku Versailles se 29. prosince 1744 provdala za o rok staršího Ludvíka Jana Bourbonského, vévodu z Penthièvre. Z harmonického manželství vzešlo sedm dětí, dospělosti se dožily ale jenom dvě:
- Ludvík Marie Bourbonský, vévoda z Rambouillet (2. ledna 1746 Versailles – 13. listopadu 1749 tamtéž)
- Ludvík Alexandr Bourbonský, princ de Lamballe (6. září 1747 Paříž – 6. května 1768 Louveciennes)
- Jan Marie Bourbonský (17. července 1748 Paříž – 19. května 1755 tamtéž)
- Vincent Marie Ludvík Bourbonský, comte de Guingamp (22. června 1750 Paříž – 14. března 1752 Versailles)
- Marie Luisa Bourbonská, Mademoiselle de Penthièvre (18. října 1751 Paříž – 26. září 1753 Versailles)
- Luisa Marie Adelaida Bourbonská, Mademoiselle d'Ivoy a později Mademoiselle de Penthièvre (13. března 1753 Paříž – 23. června 1821 Ivry-sur-Seine)
- Ludvík Marie Félicité Bourbonský (29. dubna 1754  Rambouillet – 30. dubna 1754 tamtéž)

Během svého sedmého těhotenství onemocněla zápalem plic. Na zámku Rambouillet předčasně porodila 29. dubna 1754 chlapce. Zemřela o dvanáct hodin později, 30. dubna ráno. Novorozený Ludvík Marie Félicité zemřel téhož dne.
Zarmoucený vévoda se již znovu neoženil. 